# Swan Hunter
La Swan Hunter, conosciuta precedentemente come Swan Hunter & Wigham Richardson è stata una delle più famose imprese di costruzioni navali del Regno Unito. Situata a Wallsend, nella contea di Tyne and Wear, l'azienda ha costruito molte delle navi più grandi e famose della prima metà del XX secolo, come ad esempio la RMS Mauretania, che ha detenuto il Nastro Azzurro e la RMS Carpathia, che salvò i sopravvissuti al disastro del RMS Titanic.
Come si può dedurre dal nome, la compagnia rappresentava l'unione di tre importanti famiglie attive nel settore della cantieristica navale: Swan, Hunter e Wigham Richardson.

## Storia
La Swan & Hunter venne fondata da George Burton Hunter in associazione con la vedova di Charles Sheridan Swan, diventato proprietario dei cantieri navali di Wallsend in attività dal 1852 grazie al lavoro di Charles Mitchell. La nuova società nata nel 1880 ebbe il nome di  C.S. Swan & Hunter.
Nel 1903 si fuse con la Wigham Richardson, fondata da John Wigham Richardson come Neptune Works nel 1860, con l'obiettivo di partecipare alla gara per costruire la RMS Mauretania per conto della Cunard Line. La loro offerta vinse la gara e la nuova azienda, denominata Swan Hunter and Wigham Richardson Ltd, iniziò la costruzione di quella che sarebbe diventata la più famosa nave da crociera transatlantica della sua epoca. Sempre nel 1903 l'azienda acquistò il pacchetto di controllo della Wallsend Slipway & Engineering Company, costruttrice su licenza di turbine Parsons, riuscendo così a montare sulla Mauretania un potente apparato motore. La nave venne varata il 20 settembre 1906 dalla Duchessa di Roxburghe. L'azienda continuò la sua espansione nei primi anni del 900, acquistando la Barclay Curle nel 1912.
Nel 1966 la Swan Hunter si fuse con la Smiths Dock Company formando la Associated Shipbuilders, poi diventata Swan Hunter Group. In seguito alla pubblicazione del "Rapporto Geddes" nel quale si raccomandava una razionalizzazione dell'industria cantieristica britannica, l'azienda acquistò nel 1967 la Clelands Shipbuilding Company e la John Readhead & Sons. Nel frattempo ereditò la gestione del cantiere di Walker, della Vickers-Armstrongs e quello di Hebburn dalla Hawthorn Leslie and Company nel 1968. Nel 1973 un'ulteriore espansione portò all acquisto dei moli Palmers, sempre ad Hebburn, dalla Vickers-Armstrong.
Nel 1977 il Gruppo Swan Hunter venne nazionalizzato e quella che nel 2010 è la nave ammiraglia della Royal Navy, la Ark Royal venne costruita in questo periodo, entrando in servizio nel 1985. L'azienda tornò quindi in mani private nel 1987 e nell'anno successivo venne deciso di chiudere il "Neptune Yard".